# Bernhard G. Lehmann
Bernhard G. Lehmann (* 12. Juli 1944 in Bad Suderode; † 16. November 2021 in Berlin), studierter Pharmazeut und approbierter Apotheker aus Jevenstedt, war ein deutscher freischaffender Maler, Bildhauer, Fotograf und Autor mit Ateliers in Jevenstedt, Berlin und La Pobla de Benifassà (Spanien) sowie einer ständigen Ausstellung auf Gut Wittmoldt in Wittmoldt, Kreis Plön.

## Leben
Bernhard G. Lehmann, in Bad Suderode in Sachsen-Anhalt geboren, übersiedelte 1946 nach West-Berlin, wo er zur Schule ging und 1963 sein Abitur bestand. Nach einem 1972 abgeschlossenen Pharmaziestudium absolvierte er von 1972 bis 1978 eine künstlerische Ausbildung bei Rolf Richter in Berlin.
Seit 1978 arbeitete er als freischaffender Maler, Bildhauer, Fotograf und Autor, seit 1980 mit Atelier in Jevenstedt, später mit weiteren Ateliers in Berlin und Spanien. 1997 begegnete er Hans Werner Henze, dessen Musik ihn inspirierte und für dessen Garten in der Nähe von Rom er eine bedeutsame Skulptur schuf. 2001 erhielt er den Skulpturenpreis der Stadt Mörfelden-Walldorf, 2007 die Ehrendoktorwürde der Azerbaijan State Academy of Fine Arts.
Bernhard G. Lehmann war verheiratet. Er lebte und arbeitete in Rendsburg und Berlin. Er starb am 16. November 2021 in Berlin.

## Künstlerische Entwicklung
- 1972 bis 1978 künstlerische Ausbildung bei Rolf Richter, Berlin
- 1978 freischaffender Künstler
- 1980 in Jevenstedt, Kreis Rendsburg-Eckernförde
- 1981 künstlerische Beratung der Galerie Jevenstedt
- 1998 Atelier in Berlin-Steglitz
- 2002 Atelier in La Pobla de Benifassà, Spanien
- 2011 Atelier in Berlin-Charlottenburg
- 2013 Eröffnung der ständigen Ausstellung „Seeweg“ auf Gut Wittmoldt, Wittmoldt, Kreis Plön[2]
- 2022 Jurymitglied der Fiber-Art Biennale, Beijing, China

Stephan Geiger, 2000: „Lehmanns Skulpturen sind durch drei Hauptmerkmale bestimmt: das in ihnen verkörperte kinetische Moment, die Wertigkeit ihrer Materialien und ihre geheime Verbindung zur Natur.“
Sven Nommensen, 2006: „Bernhard G. Lehmanns Kunst passt nicht in den globalen Zeittrend veräußerter Intimität und flexibler Menschen – stattdessen wirkt seine Kunst in ahnungsvollen und ungewöhnlichen Räumen – den Gärten, in abseitigen kleinen Welten. Und seine Kunst integriert sich in das künstlich-natürliche Umfeld in besonderer Weise, weil die Skulpturen es vermögen, die Natur künstlerisch zu erweitern, zu interpretieren und in ein neues Licht zu stellen.“
François Maher Presley, nach 2010: „Lehmann vertrat das Bundesland Schleswig-Holstein bei einer repräsentativen Ausstellung in Tokio, ist im Landesmuseum Schloss Gottorf vertreten und wurde mit Arbeiten in die Sammlung der Sparkassen-Stiftung desselben Bundeslandes aufgenommen. Der Künstler wird auf allen wichtigen Messen und von 11 Galerien national und international vertreten. Darüber hinaus erhielt der Bildhauer, Maler und Graphiker die Ehrendoktorwürde der Azerbaijan State Academy of Fine Art, Baku, Aserbaidschan, den Skulpturenpreis der Stadt Mörfelden-Walldorf, in 2008 den Award der Fiber-Art Biennale, Beijing, China, den er ein zweites Mal in 2010 zugesprochen bekam.“
Bärbel Manitz, 2019: „‚Meine innige Bekanntschaft mit Hans Werner Henze hat wesentlich dazu beigetragen, mich mehr und mehr mit politisch motivierten Ausdrucksformen zu beschäftigen‘, schreibt Bernhard Lehmann in seinem Konzept für diese Ausstellung. Er begegnete dem Komponisten 1997. So nehmen einige seiner Arbeiten Bezug auf Henzes Musikstücke, z. B. ‚Prison Song‘ (1971), ‚We come to the river‘ oder ‚Ode an den Westwind‘ … In diesem Zusammenhang ist unbedingt zu erwähnen, dass Bernhard Lehmann mit Ninon Gloger und Olaf Koep, den beiden Musizierenden heute hier auf Gut Wittmoldt und bekannten Interpreten auch der Stücke von Henze, eine langjährige Freundschaft verbindet. – Bernhard Lehmann hat zweifellos eine sehr eigene Bildsprache geschaffen, von abstrahierender Leichtigkeit, schwerelos und substantiell zugleich, zeichenhaft ohnehin, von leuchtender Farbigkeit und doch auch transparent zugleich, was wohl dem feinen, exotischen Reispapier geschuldet ist. Sie ist in Gestus und Duktus zweifellos dem Informel zuzuordnen, der bedeutenden abstrakten Richtung in der Nachkriegskunst … Ein freier, gestischer Auftrag in oftmals heller Farbpalette kennzeichnet Bernhard Lehmanns Kompositionen, die sich als Bildzeichen anpassungsfähig an seine literarischen bzw. musikalischen Themen erweisen und je nach Tonart eines Gedichts die Farbtemperatur wählen. ... Bernhard Lehmann … ist ja nicht nur als Maler bekannt, sondern ebenso als Bildhauer. Viele seiner Werke sind hier dauerhaft im Außenbereich aufgestellt, Klangharfen, Stimmgabeln möchte ich sie nennen, da sie oftmals aus Edelstahlseiten auf Sockeln aus Diabas oder Travertin komponiert sind. Für mich sind sie Ausdruck seiner Leidenschaft für Musik, sie durchmessen schwingend den Raum. Andere, kleinere Skulpturen finden Sie auch im Inneren des Hauses, wie z. B. die schöne Arbeit ‚Wave‘. ‚Chinese Reed‘, wieder raumerobernd und herabschwingend, aber an der Wand befestigt, so denke ich mir, ist eine freundschaftliche Anspielung auf die Kunst, auf die Fiber Art, die seine beiden Gäste aus China hier präsentieren.“

## Auszeichnungen
- 2001 Skulpturenpreis der Stadt Mörfelden-Walldorf
- 2007 Ehrendoktorwürde der Azerbaijan State Academy of Fine Art, Aserbaidschan
- 2008 Award der Fiber-Art Biennale, Beijing, China
- 2010 Award der Fiber-Art Biennale, Beijing, China
- 2016 Award der Fiber Art Biennale, Beijing, China
- 2018 Jurypreis der Landesschau der Fotografie RFLXN 06

## Veröffentlichungen
- Walking [Art-Hus Agency. Texte: Uwe Lempelius u. a.], Hamburg: Kultur-in-Hamburg-Verl.-Ges. 1994.
- Mallorca – Wirklichkeit oder Traum: deutsch/spanisch / François Maher Presley, Prosa. Bernhard G. Lehmann, Copy-Collagen. [Jörn Eckmann, Hrsg.], Hamburg: Kultur-in-Hamburg-Verl.-Ges. 1995.
- Für Hans Werner Henze. Eine Skulptur [Umschlaggestaltung François Maher Presley], in-Cultura.com, Hamburg 2005, ISBN 3-930727-14-5.
- Wasser und Brot = Aigua i pa [Text Conxita Oliver. Übers. Metafrasi, Barcelona], La Pobla de Benifassà: Ed. H. Jenninger 2012.

## Reden zum Verständnis seiner Kunst
- François Maher Presley: Re-evolution, 1994 (online)
- Stefan Geiger: Skulpturen und Arbeiten auf Papier, Mai 2000 (online)
- Sven Nommensen: Ahnungsvoll und ungewöhnlich, Januar 2006 (online)
- Heinz Spielmann: Raum aus dem Geist der Musik, Januar 2006 (online)
- Dörte Beier: Eröffnungsrede Gut Wittmoldt, Juli 2014 (online)
- Bärbel Manitz: Eröffnungsrede Gut Wittmoldt, Mai 2019 (online)